# Pablo Romero
La ganadería de Pablo Romero, hoy conocida y anunciada como "Partido de Resina", es un hierro de toros bravos del municipio de Aznalcázar (Sevilla) y que está inscrita dentro de la Unión de Criadores de Toros de Lidia.
El origen de esta vacada - de casta Gallardo - se remonta a 1885, cuando el empresario y terrateniente Felipe de Pablo Romero adquiere tierras en la marisma sevillana que destinaría, entre otras explotaciones agropecuarias, a la cría del toro bravo. La ganadería estuvo en manos de la familia Pablo-Romero hasta 1997.
El hierro de Pablo Romero, cuya divisa es azul celeste y blanco, es uno de los más célebres de la historia de la tauromaquia, por su bravura y su presencia; y obtuvo la antigüedad en el 4 de abril de 1888, tras lidiar una corrida completa en la Plaza de Toros de Madrid.  

## Historia de la ganadería
En el año 1885, el terrateniente sevillano Felipe de Pablo Romero, quien poseía por aquel entonces 15.000 hectáreas de tierras en las marismas del Guadalquivir, compró la ganadería de don Carlos Conradi Galín quien, a su vez había adquirido la vacada del banquero andaluz Rafael Laffite Castro. 
Se trataban de unas reses que tenían su origen en los toros de la comunidad dominica del Convento de San Jacinto de Sevilla, quienes se deshicieron de aquellos animales en 1762, tras vendérselos al presbítero gaditano Marcelino Bernaldo de Quirós. Será este quien mantenga a aquellos toros hasta que años más tarde, en 1790, la ganadería fuera adquirida por Francisco Gallardo, vecino del El Puerto de Santa María (Cádiz). 
A la muerte de este ganadero, el hierro se dividirá en tres partes. La primera de ellas, compuesta por 500 cabezas de ganado, pasó a manos de Domingo Varela; la segunda, al farmacéutico Gaspar Montero, quien terminaría por vendérselas a Juan Miura Rodríguez en 1842, fundador del legendario hierro de Miura. La tercera de las partes, la más numerosa según García Sánchez, pasó a manos de José Luis Albareda y Pedro Echeverrigaray.  
De estos últimos lotes, saldrá la ganadería de Lorenzo Fernández de Villavicencio y del Corral, IV duque de San Lorenzo de Valhermoso, añadiéndole en 1866 toros del encaste Hidalgo-Barquero (Vistahermosa) a través de las reses de Joaquín Jaime Barrero. Años más tarde, en 1874, el duque terminará por deshacerse del negocio y venderá las reses que le quedaban al banquero sevillano Rafael Laffite, pasando a Carlos Conradi y, finalmente, a la familia Pablo-Romero.  
En 1996 es comprada por el empresario sevillano Tico Morales, el que hace una limpieza absoluta en los problemas de consanguinidad, un trabajo duro en genética, selección de madres y sementales hasta el día de hoy.   

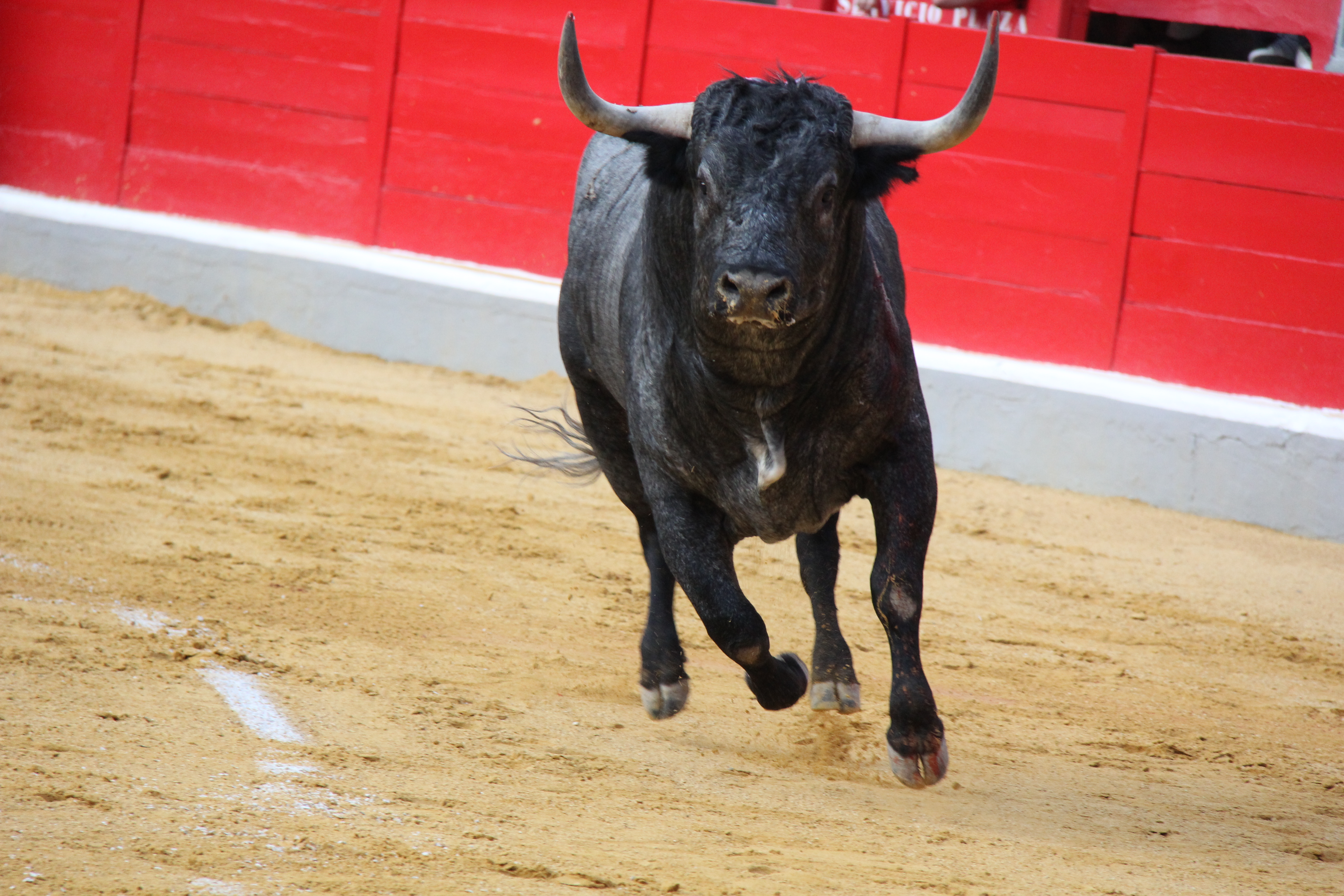
El toro "Fragata", del hierro de Partido de Resina (Pablo-Romero), fue lidiado en puntas para rejones el 19 de junio de 2011 en la plaza de toros de Granada. El encargado de lidiarlo fue el rejoneador Sergio Vegas, quien no pudo matar al animal y fue corneado gravemente en el pecho

## Los "pablorromeros"
Desde la adquisición de la ganadería por parte de Felipe de Pablo Romero, dice García Sánchez, que lo primero que hizo el nuevo propietario fue "poner en orden la ganadería; pues al tener tantas sangres el comportamiento era muy dispar". Así, pues, gracias a la selección realizada, se consiguió tener "un tipo de toro que ha sido único en la historia".
Cuando en 1906 muere el patriarca y fundador del mítico hierro, la ganadería ya gozaba de un gran prestigio gracias al juego que ofrecían los toros y el reclamo que tenían estos toros por parte del público y también por parte de las figuras. En esta tesitura heredó la vacada Felipe de Pablo-Romero y Llorente quien la regentó hasta su muerte en 1944, cuando la heredan sus hijos José Luis y Felipe de Pablo-Romero Artaloitia, que pasarán a anunciar la ganadería como "Herederos de Pablo-Romero". A partir de 1956, la ganadería pasó a nueva denominación, en manos de los Pablo-Romero y Cámara; hasta que en 1979 pase a denominarse como "Ganadería de Pablo Romero". 

El éxito de ganadería, juntamente con su prestigio entre la afición, empezó a verse en entredicho entre los años 70 y 80, cuando los "pablorromeros entraron en una profunda crisis, derivada de las continuas caídas de los animales en la plaza y una alarmante disminución de casta, fuerza y bravura en el ganado. De ahí que, durante los años noventa, el ganadero Jaime de Pablo-Romero tuviera la intención de recuperar el "fondo" que caracterizó siempre a sus animales: 
"He alcanzado"el mismo nivel que en los años cincuenta o sesenta [...]. Dije que necesitaba, 25 años para recuperar la ganadería de Pablo Romero, y llevo 15; a mi juicio, era un planteamiento sensato que, además, no podía ser de otra forma, porque mi reto no era ser ganadero, sino recuperar una leyenda". 
En 1998, no obstante, la familia propietaria vendió la ganadería, la actual propiedadd ha mantenido la crianza de estos toros; manteniendo el hierro y la divisa. Tras la venta de la ganadería, la documentación histórica así como los premios recibidos durante décadas, pasaron a formar parte del Club Taurino "Pablo Romero" de Nimes (Francia)

### Características morfológicas
García Sánchez, en su trabajo sobre el toro de lidia, destaca entre las características principales de los toros de encaste Pablo-Romero la "quintaesencia del trapío, del toro bonito", debido a que son toros largos, con mucha caja y gran morillos, anchos de pecho y bajos de aguja, armados y astifinos y, principalmente, cárdenos de capa. Asimismo, durante la lidia, este tipo de toros presentan una gran bravura en el tercio de varas, donde se arrancan de lejos y pelean con fijeza. Además, estos toros mantienen el nivel durante la muleta, con acometividad y nobleza, aunque con poca duración y requieren de faenas cortas.

#### Encaste "Pablo-Romero" (Casta Gallardo)
La legislación vigente en España reconoce cómo la ganadería de Partido de Resina están caracterizados por sus singularidades raciales, diferenciadas del resto de toros de la cabaña brava. Por esta razón, se incluye como una casta y también encaste propio, señalándose para tal caso las siguientes características zoomórficas:
Los ejemplares son mediolíneos, de perfil subcóncavo y con tendencia a la hipermetría, como consecuencia del gran desarrollo de las masas musculares, especialmente del dorso, lomo y tercio posterior. Gran desarrollo óseo y finos de piel. La cabeza es corta, con predominio de animales chatos y además carifoscos, y las encornaduras en gancho tienen una longitud media y son muy armónicas. El cuello es corto y el morrillo aparece muy desarrollado. El pecho es ancho, los costillares muy arqueados, y las extremedidades más bien cortas y bien aplomadas. Las pintas características son el cárdeno, en todas sus variantes, y el negro.
 

### Toros célebres
- Cuchillero, primer toro de Pablo Romero lidiado en la plaza de Madrid el 4 de abril de 1888, estoqueado por Rafael Guerra "Guerrita", que recibió 14 varas y fue premiado con dos vueltas al ruedo.
- Cigüeño, lidiado en la Real Maestranza de Sevilla el 31 de mayo de 1888, premiado con la vuelta al ruedo
- Rayadito, n.º 61, negro entrepelado, lidiado por Joselito el Gallo el 30 de mayo de 1917 en Madrid, al que le cortó una oreja y dio dos vueltas al ruedo
- Gondolero, lidiado por Juan Belmonte el  16 de mayo de 1919 en la Plaza de toros de Madrid.
- Chaparrito, n.º 35, negro mulato albardado, lidiado en la Plaza de toros de Valladolid el 27 de septiembre de 1942; premiado con la vuelta al ruedo.
- Rizador, n.º 25, de 331 kg a la canal, lidiado en Las Ventas el 13 de mayo de 1951; premiado como toro más bravo de la Feria de San Isidro de ese año.
- Gavito, de 326 kg a la canal, lidiado en la Plaza de toros de Vista Alegre (Bilbao) el 22 de agosto de 1954, premiado como toros más bravo de la feria.
- Collarito, n.º 25, negro zaíno, lidiado en la Plaza de Toros de San Sebastián el 16 de agosto de 1960; premiado con la vuelta al ruedo.
- Cubano, n.º 3, negro zaíno, lidiado en la Las Ventas el 22 de mayo de 1960, premiado con la vuelta al ruedo.
- Tremendo, n.º 39, 605 kg, lidiado en la Plaza de toros de San Sebastián el 23 de agosto de 1964, siendo premiado con la vuelta al ruedo en el arrastre.
- Relamido, n.º 26, lidiado en la Plaza de toros de Valencia el 25 de junio de 1967; premiado con como al toro más bravo de la Feria de San Jaime.
- Potrico, n.º 59, de 513 kg, indultado en la Plaza de toros Monumental de Barcelona el 23 de mayo de 1968 por Andrés Hernando.
- Serranito, n.º 69, 312 kg a la canal, estoqueado por Paco Camino en la Las Ventas el 29 de mayo de 1971; premiado al toro más bravo de la Feria de San Isidro de ese año y una de las faenas históricas del diestro sevillano.[11]
- Chivito, de 651 kg, lidiado el 12 de julio de 1987 en la Plaza de toros Monumental de Pamplona por Luis Francisco Esplá; que hirió gravemente al picador Victoriano Cáneva.[12]
- Garrofillo, n.º 46, cárdeno, de 585 kg, lidiado por Tomás Campuzano en la Plaza de Toros de San Sebastián el 9 de agosto de 1999; premiado al toro más bravo de la Unión Guipuzcoana de Peñas Taurinas.
- Realero, n.º 57 negro mulato de 525 kg, lidiado el 16 de agosto de 2011 en la Plaza de toros de Ciudad Real por Antonio Ferrera, que fue premiado con la vuelta al ruedo.

## Los "pablorromeros" en la cultura popular
La presencia y la importancia de esta ganadería en el mundo de la tauromaquia ha hecho que el resto de manfiestaciones de la cultura popular española también se hagan eco de los "pablorromeros". Tanto es así que autores como el cantaor David Palomar incluye, dentro de sus Alegrías del albero (2015), una letra dedicada a este legendario hierro del campo bravo español: "Resopla, escarba, -primo mío- y se arranca;/seguro que es un "pablittomero"./ Respopla, escarba y se arranca,/ y en lo alto de un acebuche este torito no me da miedo".